# Папа Јован II
Папа Јован II (лат. Ioannes Secundus;470. - 8. мај 535.) је био 56. папа од 2. јануара 533. до 8. маја 535.